# يايا ديسا
يايا ديسا (بالفرنسية: Yaya Dissa)‏ هو لاعب كرة قدم مالي في مركز الهجوم، ولد في 18 سبتمبر 1975 في نيورو ‏ في مالي. شارك مع منتخب مالي لكرة القدم. أما مع النوادي، فقد لعب مع نادي الشباب ونادي دجوليبا ونادي نيور.

## وصلات خارجية
- يايا ديسا على موقع الاتحاد الدولي (مؤرشف)  (الإنجليزية)
- يايا ديسا على موقع قاعدة بيانات كرة القدم.إي يو (الإنجليزية)
- يايا ديسا على موقع ناشيونال فوتبول تيمز (الإنجليزية)